# Теректинский хребет

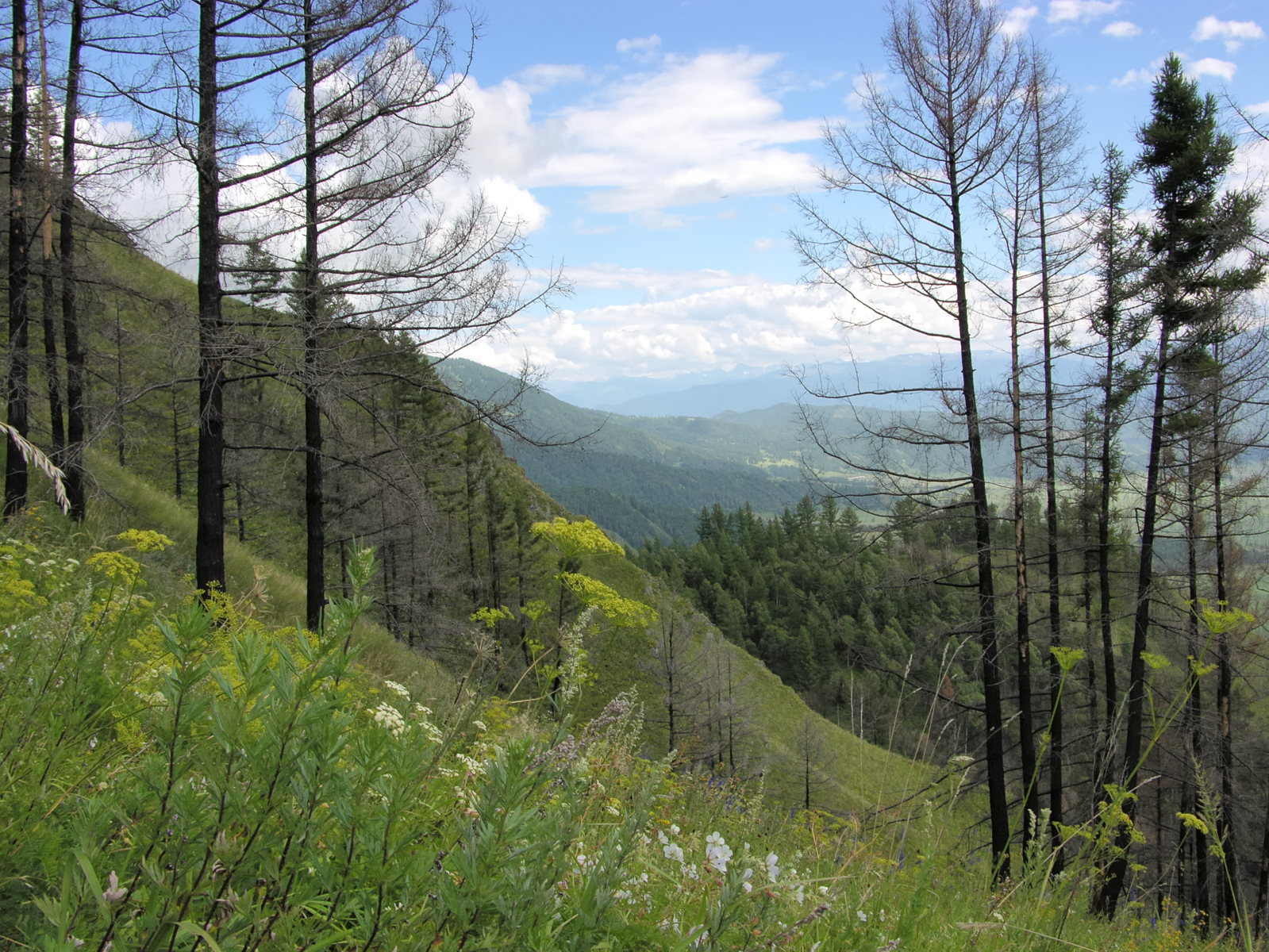
Теректинский хребет, южные склоны над ур. Уймонская степь

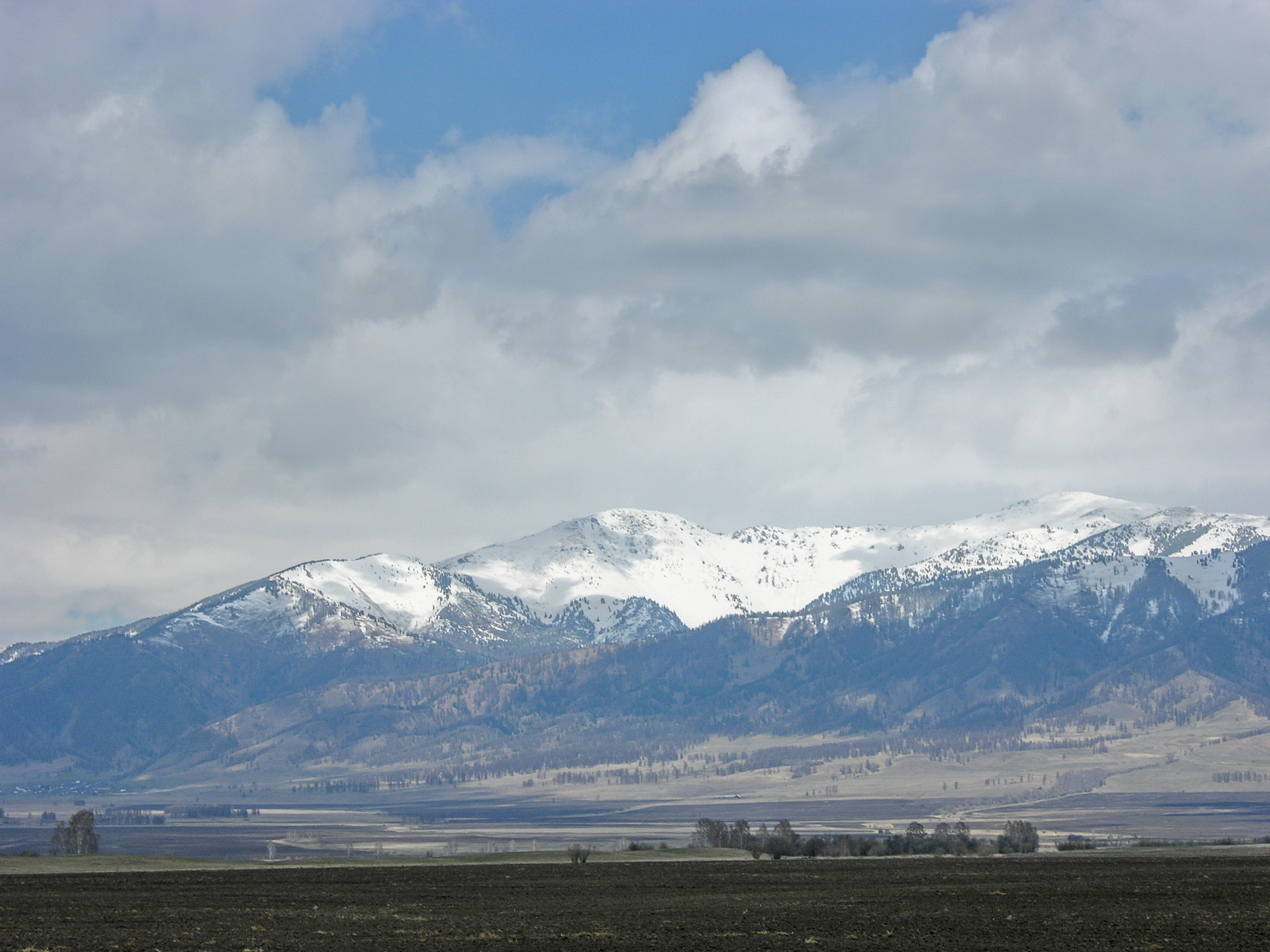
Теректинский хребет, южные склоны, ур. Уймонская степь

Теректи́нский хребет — горный хребет в центральной части Алтая. Длина примерно 150 км, высоты до 2927 м. Полностью находится на территории Российской Федерации. По хребту проходит граница Онгудайского и Усть-Коксинского районов Республики Алтай.

## Физико-географическая характеристика

### Географическое положение
Хребет расположен в пределах центральной провинции Алтайских гор. Вместе с Северо-Чуйским хребтом относится к северной горной цепи провинции. Ориентирован в основном по широте, в восточной части с отклонением к югу. Южные предгорья переходят в Уймонскую, Катандинскую и Абайскую степи. В северных предгорьях выделяют Урсульскую и Теньгинскую степи.

### Орография
Теректинский хребет является сводово-глыбовым поднятием, относящимся к Катунско-Чуйской положительной морфоструктуре. Протяжённость с запада на восток около 150 км. Средние абсолютные высоты на самых больших хребтах не превышают 2000 м. Из особенностей рельефа Теректинского хребта, оказывающих большое влияние на характер растительности и её пространственную организацию, отмечают:
- присутствие хорошо выраженных древних поверхностей выравнивания;
- сохранившиеся в виде широких участков ровные водоразделы с нижней ступенью на участках 2000—2200 м (верхний предел — 2400—2600 м);
- ярко выраженную асимметрию склонов (на юге крутые, на севере, как правило, пологие)[2].

Теректинский хребет — западное продолжение северной цепи Центрального Алтая, он тянется почти на 150 км вдоль реки Катунь до Канской степи, где ответвляются северо-западные отроги. От 1400 м на северо-западе, хребет повышается до 2500 м на юго-восточной оконечности. Высшая отметка — гора Каскакту-Бажы (2927 м). Линия хребта сглажена, многие вершины плоские или скруглённые, куполообразные. Значительная часть плато заболочены, наиболее крупное из них — Тюгурюкское.

### Геология
Теректинский хребет сложен преимущественно из палеозойских осадочных извержений и метаморфических пород, в которых присутствуют, в основном, кристаллические сланцы и эффузивы.

### Гидрография
Хребет питает большое число ручьёв и рек, стекающих с него во всех направлениях. Все реки принадлежат бассейну Оби.
На юг и на восток стекают притоки Катуни: Кастахта, Большая Теректа, Чендек, Верхняя Катанда, Нижняя Катанда, Тюнгур, Тургунда, Казнахта, Верхний Инегень, Нижний Инегень, Малый Яломан, Большой Яломан, Большой Ильгумень.
В западной части хребта водотоки также являются притоками Катуни. Наиболее крупные: Сугаш, Чёрный Сугаш, Уила, Юстик, а также система Тюгурюка с притоками Карагем и Маргала.
На севере — приток Катуни Урсул и его многочисленные притоки: Малый Ильгумень, Улюта, Шибелик, Каракол, Каерлык, Угар, Туэкта и др.
На северо-западе часть водотоков принадлежит системе Чарыша.
Питание рек в основном за счёт осадков, большая часть которых выпадает в виде снега. Пик половодья приходится на конец мая. Зимой многие ручьи и реки промерзают до дна, образуя значительные наледи.
Имеется множество болот, крупнейшее из которых — Тюгурюкское.

### Климат
Климат резко континентальный, засушливый. Наибольшая континентальность наблюдается в межгорных котловинах и степях. Высшие летние температуры могут подниматься до +30° С, низшие зимние опускаться до −50° С.

### Растительность
На Теректинском хребте леса преимущественно лиственничные и березово-лиственничные. В долинах притоков Катуни и Чуи произрастают темнохвойные леса. В узких, слабо освещенных долинах, распространены леса еловые. Степные и лугово-степные ландшафты преобладают в межгорных котловинах.
На северных склонах хребта встречается кедр, лиственница и пихта, на южных — лиственница; выше 2000 м присутствуют заросли карликовой берёзы, ивы; в пригребневой части — альпийские луга и горная тундра. На высокогорных плато и лесных лугах преимущественно разнотравье, значительное число эндемиков и редких охраняемых видов.

### Животный мир
На Теректинском хребте, по предварительным данным, обитает 51 вид млекопитающих, 117 видов птиц, 9 видов рыб. Редкие виды птиц — чёрный аист, алтайский улар. В горных озерах водятся хариус, форель, карась. В заповедной зоне природного парка «Уч-Энмек» и прилегающей к нему территории (долина реки Аргут) находится одно из немногих мест обитания ирбиса (снежный барс), занесенного в Красную книгу.
На открытых пространствах горных степей водятся многочисленные виды грызунов: полевки, пищухи, сурки, суслики. Широко распространены заяц-беляк, лисица, волк.
Видовой состав лесных экосистем более богат. Здесь обитают мышевидные грызуны, барсук, крот, бурундук, белка, норка, колонок, солонгой, горностай, соболь, рысь, росомаха, медведь, сибирский горный козёл, косуля, лось, марал, кабарга.
По берегам рек селится обыкновенная кутора, ондатра.

## Туризм
Теректинский хребет считается малопосещаемым, но перспективным туристическим районом. На его территории расположены:
- Каракольский природный парк «Уч-Энмек» — особо охраняемая природная территория регионального значения[9].
- Природно-хозяйственный парк «Аргут» — в 2011 году был присоединён к парку «Уч-Энмек»[9]. Площадь парка «Аргут» — 20,572 га. Площадь объединенного парка составила 81 123 га[10].

На территории природного парка «Уч-Энмек» находятся такие туристические объекты, как гора Уч-Энмек, источник Аржан-суу, озеро Арыгем — почитаемые природные объекты нематериального наследия, имеющие сакральное значение для коренного населения Алтая, а также памятники федерального значения:
- Курганное поле «Башадар», Туектинские курганы, урочище Нижнее Соору, на которых расположены курганные захоронения, каменные балбалы, стелы, петроглифы скифского, гунно-сарматского, древнетюркского и средневекового периодов. Поселение афанасьевской культуры Нижняя Соору в устье высохшего русла реки Нижняя Соору к северо-западу от села Кулада датируется концом 4-го — началом 3-го тыс. до нашей эры[11].
- Памятник археологии федерального значения Бичикту-Боома: содержит наскальные рисунки и рунические надписи[12].